# 대마비
대마비(對痲痺, 영어: paraplegia) 또는 하반신마비(下半身痲痺)는 하반신이 운동 마비를 일으키는 상태를 말한다.

## 같이 보기
- 인간의 재생